# Национальный зоопарк Бангладеш
Национальный зоопарк Бангладеш (бенг. বাংলাদেশ জাতীয় চিড়িয়াখানা) — зоопарк, расположенный в тхане Мирпур в Дакке, столице Бангладеш. В зоопарке содержится множество животных, ежегодно его посещают около трёх миллионов человек. С 5 февраля 2015 года название зоопарка было изменено с «Зоопарк Дакки» на «Национальный зоопарк Бангладеш».
Зоопарк Дакки, основанный в 1974 году, занимает 186 акров (75 га), является крупнейшим зоопарком в Бангладеш и находится в ведении министерства рыболовства и животноводства. Зоопарк посещает около 10 000 посетителей каждый день, причем их число увеличивается в выходные и праздничные дни. Зоопарк также известен плохими условиями содержания животных и коррумпированностью чиновников.
Годовой бюджет зоопарка Бангладеш составляет 37,5 миллионов бангладешских так, из которых 25 миллионов тратятся на кормление животных.

## История
26 декабря 1950 года министерство сельского хозяйства, сотрудничества и помощи Бангладеш официально объявило об открытии зоопарка в Дакке. Зоопарк расположили недалеко от Верховного суда Дакки, изначально в нём было нескольких пятнистых оленей, обезьян и слонов. Позже зоопарк перемещен на площадь Эйд-гах и имел большее количество животных. Затем, в 1961 году, было создано управление для обеспечения функционирования зоопарка. Позже, после приобретения животных внутри страны и за рубежом, зоопарк был перемещен на своё нынешнее место 23 июня 1974 года.

## Животные
В настоящее время в зоопарке обитает 2150 животных 134 видов.
В зоопарке представлены 58 видов млекопитающих, в том числе: слоны, гепарды, носороги, зебры, обыкновенные водяные козлы, выдры, гиены, олени, жирафы, импалы, гималайские медведи, тапиры, бегемоты, львы, многие виды обезьян, шимпанзе, павианы и бенгальские тигры.
В вольерах зоопарка обитает более 1500 птиц, представляющих 91 вид, в том числе: павлины, нанду, попугаи, казуары, совы, страусы, эму, настоящие утки, зяблики, тимелиевые, совы, ястребы и орлы. Каждую зиму в двух озерах зоопарка также обитают перелетные водоплавающие птицы.
Посетители также могут увидеть 13 видов рептилий, включая: змей и крокодилов и 28 видов рыб.

## Мероприятия
В зоопарке можно покататься на слонах и лошадях верхом, а также заняться рыбной ловлей.

## Критика
После нескольких смертей животных в 2009 году куратор и заместитель куратора зоопарка были временно отстранены от должности. Был сформирован комитет по расследованию смертельных случаев. Администрация зоопарка утверждала, что основной проблемой является почти полное отсутствие ветеринарных врачей (имелся всего один ветеринар), и что они уже запросили дополнительный ветеринарный персонал.
Международные агентства отмечают, что руководство зоопарка коррумпировано. В 2013 году из ЮАР в Дакку были направлены два чёрных носорога. Затем, природоохранные организации ЮАР выразили обеспокоенность по поводу ужасного обращения с этими животными, назвав Национальный зоопарк Бангладеш — «адской дырой».